# Louis Grandeau
Louis Nicolas Grandeau (Pont-à-Mousson, 29 de maio de 1834 – 1911) foi um químico e agrônomo francês.
Filho de Jean Francois Joseph Grandeau e Marie Joseph, nascida Lacretelle.
Obteve um doutorado em 1862 com a tese Recherches sur la présence du rubidium et du coesium dans les eaux naturelles sobre água mineral no Cantão de Bourbonne-les-Bains.
Foi professor da Ècole forestière em Nancy.
Participou do Congresso de Karlsruhe de 1860.
Morreu em 22 de setembro de 1911 em Interlaken ou em 2 de dezembro de 1911 em Paris.

## Publicações
- La production agricole en France, son présent et son avenir
- Traité d'analyse des matières agricoles: sols, eaux, amendements, engrais ...; 1877
- Chimie et physiologie appliquées a l'agriculture et a la sylviculture; 1879